# DRACU-RIOT!
《DRACU-RIOT!》（日语：／）是YUZUSOFT於2012年3月30日發售的戀愛冒險類型成人遊戲。YUZUSOFT的第六部作品。名稱是由「ドラキュラ」（德古拉）和「ライオット」（暴動）所組合而成的詞。宣傳標語是「童貞畢業的計畫卻連人類之身也失去了」（童貞捨てるつもりが、人間辞めてました）。
已被改編成3部漫畫作品。

## 故事背景
巨大的人工島漂浮在海上，其中的都市，通稱「歡樂特區」（アクア・エデン），是賭博和風俗合法發展的特區。
本作主角六連祐斗應好友倉端直太之邀，一同來到歡樂特區，途中卻遇到綁架事件，捲入事件的祐斗意外發現這城市的秘密，並成為了吸血鬼。
這座島其實是政府唯一認可讓吸血鬼和人類共同生活的城市，因此變成吸血鬼的祐斗只能夠在這城市裡生活下去。
在夜晚才上課的學園、新同伴的相遇，和過去不同的新生活從現在開始了──

## 登場人物

### 主要人物
六連祐斗（聲：日野聰（廣播劇））
主人公。到達海上都市卻意外被捲入事件當中，因而變成吸血鬼的原人類少年。因為變成吸血鬼後就不能離開這座島，便只能夠在這海上都市生活。後來，受到美羽的幫忙，住進了月長學院的第二宿舍，並轉學到月長學院。又因義務勞動成為了陰陽局風紀班的一員。日復一日，和島上的居民的交流也漸漸充實了祐斗的吸血鬼生活。
祐斗在小時候曾因長期住院而留級，所以他比目前就讀的年級還要大一歲，但本人不喜歡別人在意他的年齡。已經擁有駕照。
祐斗是個孤兒，從小在孤兒院長大，也因此遭受過週遭的人各種異樣的眼光看待的經驗，這也使的祐斗在對吸血鬼的差別待遇時有種莫名的親切感。
吸血鬼是不可能能夠使用「複數的能力」，雖然祐斗對外宣稱的能力是「身體硬化」但卻能夠使用「複數的能力」，加上「短時間感染就吸血鬼化」、「疫苗無效」這些原因讓祐斗成為前所未聞的特別存在，在這背後所隱藏的事實，是連他自己也不曉得的秘密。
矢來美羽（聲：夏野冰）
所屬風紀班的吸血鬼少女，認為自己是個大人所以說些羞恥的話也沒什麼大不了的，但實際上本人很容易害羞，幾乎都是邊紅著臉邊講羞恥的事。責任感很強，屬於會好好教導他人的類型。由於認為是因為自己的緣故才會讓祐斗變成了吸血鬼，因此決定負起責任，和祐斗一起生活教導他吸血鬼的生存方式。因為吸血鬼不會喝醉酒，所以本人很喜歡喝些高酒精度數的烈酒。不擅長料理。雖然周圍的人都認為她是個S，但本人卻主張自己是個M。美羽的父母因為不適應海上都市的理念而離開了，但美羽則愛著海上都市目前的模樣而留在島上。
能力是「念動力」。
美羽:「呵呵，如果做得到話就做做看阿，童貞男孩」
布良梓（聲：佐藤しずく）
和美羽同屬於風紀班的人類女孩，月長學院第二宿舍的舍長，主張自己有必要負起住宿生們的監護人的責任。由於幼兒體型常被週遭的人當作小孩子，本人則十分討厭被人當成小孩子。每當話題變成H的話題時（大多數都是艾莉娜開的頭），都會很認真的出面制止。意外地是，本人也十分清楚艾莉娜所講的內容，不過，本人也還是不擅長應對H的話題。情緒興奮或慌張時，會唸不清楚單字的發音。
在出勤時所穿的衣服不是和美羽相同的軍服而是巫女服，這是因為週遭的人都清楚梓並不適合穿軍服，加上來自上級的命令。在戰鬥時所使用的是特殊的槍，不僅操作性高還可更換許多不同類型的特殊子彈。而且，梓的射擊技術在風紀班中也是No.1，在工作現場是很重要的角色。
由於對吸血鬼沒有偏見和種族歧視和差別待遇，因而受到許多吸血鬼的歡迎。
稻叢莉音（聲：鮎川ひなた）
在「阿雷克桑」工作的吸血鬼少女，帶著能治癒人的氛圍，然而也有一旦決定就不會改變的一面。在宿舍裡，負責各種家事，可說是支撐宿舍生活基礎的人物。雖然擁有一般常識，但是對性方面的知識卻嚴重缺乏，與其說是純潔不如說是無知。因此每次談論到有關H的事情時，本人總是會歪著頭去詢問其他人。
和主人公一樣是孤兒，一樣原本是人類。
能力是「怪力」，但事實上本人卻有著連自己都不知道的秘密。
艾莉娜・歐萊烏娜・艾文（聲：鈴木惠莉央）
在歡樂街的賭場工作的俄羅斯留學生，是個吸血鬼，月長學院第二宿舍的住宿生。容易和人打成一片，在平常的對話中常會聯想到有關H的話題，也因此經常讓週遭的人愣住。而艾莉娜對於エロ(エロス)的事情很有興趣這點也沒有要隱瞞的打算，艾莉娜則聲稱是基於學術上的觀點才對這種事很有興趣。此外，艾莉娜還主張「男性看到女性的裸體卻不興奮，這對女性來說是很失禮的」這種奇妙的主義。如果除去H這方面，艾莉娜也只是個普通的吸血鬼。不過艾莉娜本身是很纖細、孤單的，而且實際上艾莉娜還藏了一個不可告人的秘密在心裡。
能力是「電擊」。
艾莉娜:「就算是女孩子，也是對H的事物很有興趣的喔?」
由於艾莉娜常說H的梗的形象，因此不僅是玩家連遊戲開發的工作人員都替艾莉娜取了個「エロナ」的綽號。
尼古拉・凱菲尤絲（聲：浅野ゆず）
從歐洲來的吸血鬼，是個中二病患者。為了更接近自己想像中的吸血鬼模樣，在平時都會穿上附有披風的改造制服、並戴上有色隱形眼鏡，並用著旁人難以理解的詞語說話，不過周圍的人也都已經見怪不怪了。和艾莉娜一同在賭場工作。
实际上是个女生，但除了自己的線路之外男主都沒意識到
能力是「獸化」的肉體強化型。
尼古拉:「這不是披風，而是漆黑的衣(ヴェール)」。

### 次要人物
大房夕里（聲：金松由花）
月長學院的學生，祐斗的同班同學。父親在陰陽局上班，本人只是個不屬於任何組織的一般人。和莉音一同在「阿雷克桑」工作。是個常保笑容、溫柔待人的女孩。
荒神小夜（聲：青葉林檎）
外表看起來是個蘿莉，性格也有很像小孩子的一面，但實際上是個年齡超過200年以上的吸血鬼。和其他吸血鬼相比，也是個特別的存在。提倡吸血鬼和人類共存的想法，並建立了海上都市。身為海上都市的市長，時常和人類政府的官員討論海上都市的發展，但其立場則保持中立，即使面臨不利於吸血鬼們的選擇時，也是以能讓海上都市繼續存在為第一優先。住在都市裡的吸血鬼也都很感謝小夜所作的貢獻並尊敬她。
能力是「超回復力」。
安娜・萊緹庫魯（聲：川島梨乃）
因小夜的邀請而來到海上都市，作為小夜的助理活動著，現在則成為島上吸血鬼的代表和市長代理，和小夜相同受到島上吸血鬼的尊敬。由於老化的緣故，身體無法隨意的活動，平時都坐在輪椅上。過去曾有和人類作戰的經驗，因此到現在仍然無法完全相信人類。
梓線中得知為梓的祖母。
淡路萌香（聲：高井戶雫）
所屬監督班的人類女性，咖啡店「阿雷克桑」的老闆娘。擁有強大的收集情報能力，手段不明。
扇元樹（聲：ワンモアチャンス）
是個吸血鬼的醫生，是島上屬一屬二的名醫。自稱自己是個同性戀，並對祐斗一見鍾情。作為醫生工作時有著認真的一面，但有時會以診療的名義對祐斗性騷擾，基本上是個好人。
枡形兵馬（聲：デビルかとう）
在特區管理事務局工作的人類，擔任風紀班的主任，是祐斗、美羽、梓的上司。同時為了監視學園內的安全而進入學園擔任老師。
倉端直太（聲：古河徹人）
抱著要從童貞畢業的目的而前來海上都市，卻因為不敢單獨一人前往風俗店而邀請不知情的好友六連祐斗作伴。本人是個認真的人，但又常會說一些蠢話，這也讓祐斗對他這一點感到很吃驚，不過，基本上兩人的關係很好。
直太：「不管做什麼下流的妄想，都是年輕男人的特權喲」

## 舞台設定、用語
吸血鬼
出現在本作不屬於人的種族。從外表看來和人類幾乎相同，但吸血鬼擁有比人類更強大的身體能力和感覺，不僅對煙草、藥物、酒不會有上癮性，喝酒就像是在喝果汁一樣，完全不會喝醉。
吸血鬼生來就擁有被稱為「吸血鬼病毒」（ヴァンパイアウィルス）的特殊因子，是吸血鬼所不可或缺的。當病毒（ヴィルス）停止活動時會導致吸血鬼變的衰弱，嚴重的話甚至會死。要讓病毒（ヴィルス）保持活性話就必須定期吸取人類的血液，但因吸血鬼的規則不可隨意吸取人類的血，不過現階段已經成功開發了替代品的合成血液，如此一來就不需要吸取人類的血液，開啟了吸血鬼和人類共存的道路。基本上，如果不吸取人類的血液，而是吸取同樣是吸血鬼的血液是沒有效果的。
吸血鬼的特徵為吸取人類的血液後，各種身體機能都會大幅上升，也能夠使用「能力」────由於吸取人類血液後，使得吸血鬼病毒（ヴァンパイアウィルス）活性化所擁有的超能力。每個吸血鬼所擁有的能力的型態和模樣及運用方式都不盡相同。為了限制能力的使用，在海上都市沒有經由許可就吸血是違法行為，將受到處罰。
對於吸血鬼而言，日光和海水吸血鬼的弱點，這兩種皆會妨礙吸血鬼病毒（ヴァンパイアウィルス）的活動，或多或少對身體產生不好的影響。因此，長時間日照依個人體質不同有可能因而生病。而海水又特別危險，對吸血鬼而言，海水就像是酸一樣的物質。
當有病毒（ヴィルス）跑到人體內的情形發生時，就有可能產生後天的吸血鬼化（稱作感染）。但是，在這期間還必須持續攝取病毒（ヴィルス）。而且在早期感染就注射疫苗還是有辦法阻止吸血鬼化的。
人類因為恐懼這種擁有異能的存在，大多數的人是遠離吸血鬼，但也有對吸血鬼差別對待和迫害的人類存在。另一方面，也有吸血鬼才是最高等的存在的想法的吸血鬼。
狼人
幾乎與吸血鬼一樣，最大的不同在於能夠使用「複數的能力」。
若吸取吸血鬼的血液，則會獲得吸血鬼的能力及記憶，並破壞「吸血鬼病毒」讓吸血鬼變回人類。
大多數吸血鬼會畏懼狼人，傳言狼人是「吸血鬼吞噬者」，故有吸血鬼之王之稱。
祐斗與莉音於小時候的手術被植入狼人基因。
海上都市
以荒神小夜為中心，企劃、建設了浮在海上的巨大都市。觀光業的成功帶給政府巨大的經濟利益，現今已成為國家預算的固定收入之一。在表面上，是個風俗和賭博合法化的歡樂都市，但實際上，是政府唯一認可吸血鬼所居住的場所，也因為島被海水所圍住，對於害怕海水的吸血鬼來說是不可能從島上離開的，所以也可以看成是個拘束吸血鬼的都市。
在這樣的背景下，城內的吸血鬼仍然是過著快樂的生活，來自世界各地的吸血鬼也紛紛移居到這海上都市。住在島上的吸血鬼大多數都支持和人類共存。對這都市的模樣感到不滿的人們，不論是人還吸血鬼，島內和島外各種各樣的想法交纏在一起，海上都市就處在這種危險的平衡上。
吸血鬼的規則
- 為了抑制騷動和混亂不得曝露吸血鬼的身分
- 為了提高在海上都市生活的意識，包含學生有勞動的義務
- 為了限制「能力」的使用，禁止在沒有許可下吸血

月長學院
人類和吸血鬼共同上學的學校，「作為人類和吸血鬼共存的實驗」而建造的學校。上課時間配合吸血鬼的生活而在夜晚上課。陰陽局的成員，不論是老師或學生都有監督校園狀態。
特區事務管理局
通稱陰陽局，政府認可作為維持治安及吸血鬼的管理的國家機關。為了對應工作類型又分成好幾個部門。
風紀班
美羽、梓、祐斗所屬的部門。主要任務為維持治安、巡邏、注意可疑人物、仲裁吵架、追查違法藥品，所涉及範圍廣大，偶爾會有較危險的工作。
監督班
萌香所屬的部門。常被叫作「管理班」。主要是監視歡樂街的風俗和有無違反賭場的規則的人。
工作班
主要是為了消除洩漏吸血鬼身分的情報而行動，是消除證據和信息統一專門的特殊部門，通稱「NSS」。
阿雷克桑
萌香所經營的咖啡廳。
合成血液
由於沒有允許不得吸取人類的血液，因此為了吸血鬼的生活而在海上都市所流通類似人類血液的商品。能夠抑制吸血衝動和保持身體健康。目前有A型蘋果，B型香蕉，O型橘子，AB型蕃茄(未添加食鹽)的風味加工。

## 主題歌
- 主題曲：Scarlet
  - 作詞：榊原由依
  - 作曲：Famishin
  - 編曲：井ノ原智（Angel Note）
  - 歌：榊原由依
- 片尾曲：君だけの僕
  - 作詞：Riryka
  - 作曲：Famishin
  - 歌：Riryka（日语：Riryka）

## CD
- DRACU-RIOT! 角色歌Vol.1「矢來美羽」（2012年1月13日發售）
  - 1.角色歌「Love Incident」
    - 作詞：kala（Angel Note）
    - 作曲：Famishin
    - 編曲：（Angel Note）
    - 歌：矢来美羽（聲：夏野こおり）

  - 2.角色歌「Love Incident」(卡拉OK版)
  - 3.原創迷你電視劇「吸血鬼の秘密」
- DRACU-RIOT! 角色歌Vol.2 「布良梓」（2012年1月27日發售） 
  - 1.角色歌「Growing!」 
    - 作詞：神代あみ（日语：神代あみ）（Angel Note）
    - 作曲：Famishin
    - 編曲：井ノ原智（Angel Note）
    - 歌：布良梓（聲：佐藤しずく）

  - 2.角色歌「Growing!」(卡拉OK版)
  - 3.原創迷你電視劇之2「お望みプレイ？」
- DRACU-RIOT! 角色歌Vol.3 「稲叢莉音」（2012年2月10日發售） 
  - 1.角色歌「きっと大丈夫」 
    - 作詞：中山マミ（日语：中山マミ）（Angel Note）
    - 作曲：Famishin
    - 編曲：RM-G（日语：RM-G）（Angel Note）
    - 歌：稲叢莉音（聲：鮎川ひなた）

  - 2.角色歌「きっと大丈夫」(卡拉OK版)
  - 3.原創迷你電視劇之3「お料理・バンザイ」
- DRACU-RIOT! 角色歌Vol.4 「エリナ・オレゴヴナ・アヴェーン」（2012年2月24日發售） 
  - 1.角色歌「NO LIMIT」 
    - 作詞：Riryka（日语：Riryka）（Angel Note）
    - 作曲：Famishin
    - 編曲：BAL（Angel Note）
    - 歌：エリナ・オレゴヴナ・アヴェーン（聲：鈴木恵莉央）

  - 2.角色歌「NO LIMIT」(卡拉OK版)
  - 3.原創迷你電視劇之4「はじめてのぎゃんぶる」

## 漫畫
第一部自原作遊戲改編且同名漫畫由作畫並連載於2012年3月27日發售的《月刊Comic Alive》2012年5月號至2013年2月27日發售的《月刊Comic Alive》2013年4月號，已發售全2冊單行本。第二部由作畫的《DRACU-RIOT! Canopus》於2012年10月20日發售的《TECH GIAN》2012年12月號開始連載，於2013年10月發售單行本。第三部《DRACU-RIOT! HONEY!》由作畫，於2013年10月25日發售單行本。

## 評價
《DRACU-RIOT!》在日本美少女游戏与动画相关商品销售网站Getchu.com的2012年3月销量榜上排名第1，2012年4月排名第10；2012年上半年排名第2，2012全年排名第2。

## 外部連結
- 官方網站（页面存档备份，存于） （日語）
- 英文版官方網站（页面存档备份，存于） （英文）
- 《DRACU-RIOT!》在視覺小說數據庫的頁面 （英文）